# フェルドゥース温泉
座標: 北緯34度08分17秒 東経58度12分57秒 / 北緯34.13806度 東経58.21583度
フェルドゥース温泉（－おんせん、ペルシア語：آبگرم معدنی فردوس）はイラン北東部の主要都市南ホラーサーン州から南に約345kmにある町フェルドゥース の北郊20kmほどにある温泉で、休火山が近い。皮膚病とリューマチに効能があるとされる。
敷地内には個人用バスタブと共同浴プールがそれぞれ複数ある。旅行者の宿泊用にモーテルが一軒、ほかに長期滞在施設が温泉の近くにある。フェルドゥース温泉は南ホラサーン観光の目玉の一つ。